# 신진기
| 고진기 ← 신진기 → 제4기 23.03 – 2.588 백만년 전 |                                   |              |              |
| |                                   |              |              |
| 평균 O2 농도 | 약 20 Vol % (현재의 100 %)        |              |              |
| 평균 대기 CO2 농도 | 약 300 ppm (산업 시대 이전의 1배) |              |              |
| 평균 표면 온도 | 약 14 °C (현재보다 0 °C 높음)     |              |              |
| \| 기 \| 세 \| 절 \| 백만년전 \| \| -------------------------------------------- \| ------------ \| ------------ \| ------------ \| \| 제4기 \| 플라이스토세 \| 젤라절 \| 이후 \| \| 신진기 \| 플라이오세 \| 피아첸차절 \| 2.588–3.600 \| \| 신진기 \| 플라이오세 \| 장클레절 \| 3.600–5.332 \| \| 신진기 \| 마이오세 \| 메시나절 \| 5.332–7.246 \| \| 신진기 \| 마이오세 \| 토르토나절 \| 7.246–11.608 \| \| 신진기 \| 마이오세 \| 세라발레절 \| 11.608–13.65 \| \| 신진기 \| 마이오세 \| 랑게절 \| 13.65–15.97 \| \| 신진기 \| 마이오세 \| 부르디갈라절 \| 15.97–20.43 \| \| 신진기 \| 마이오세 \| 아키텐절 \| 20.43–23.03 \| \| 고진기 \| 올리고세 \| 카티절 \| 이전 \| \| IUGS에 따른 지질 시대 구분. 2009년 7월 기준. \| \| \| \| |                                   |              |              |
| 기 | 세                                | 절           | 백만년전     |
| 제4기 | 플라이스토세                      | 젤라절       | 이후         |
| 신진기 | 플라이오세                        | 피아첸차절   | 2.588–3.600  |
| 신진기 | 플라이오세                        | 장클레절     | 3.600–5.332  |
| 신진기 | 마이오세                          | 메시나절     | 5.332–7.246  |
| 신진기 | 마이오세                          | 토르토나절   | 7.246–11.608 |
| 신진기 | 마이오세                          | 세라발레절   | 11.608–13.65 |
| 신진기 | 마이오세                          | 랑게절       | 13.65–15.97  |
| 신진기 | 마이오세                          | 부르디갈라절 | 15.97–20.43  |
| 신진기 | 마이오세                          | 아키텐절     | 20.43–23.03  |
| 고진기 | 올리고세                          | 카티절       | 이전         |
| IUGS에 따른 지질 시대 구분. 2009년 7월 기준. |                                   |              |              |

신진기(新進紀), 신제3기(新第三紀) 또는 네오기(Neogene)는 신생대의 세 기 중 두 번째 시기로, 신생대 고진기 이후부터 제4기 이전까지의 시대이다. 약 2300만 년 전부터 258만 년 전까지를 말한다.

## 세부 분류
마이오세(2303만년 - 533.2천년)
- 아키텐절(2303만년 - 2043만년)
- 부르디갈라절(2043만년 - 1597만년)
- 랑에절(1597만년 - 1365만년)
- 세라발레절(1365만년 - 1160.8천년)
- 토르토나절(1160.8천년 - 724.6천년)
- 메시나절(724.6천년 - 533.2천만년)

플리오세(533.2천년 - 258.8천년)
- 쟌클레절(533.2천년 - 360.0만년)
- 피아첸차절(360.0만년 - 258.8천년)